# أول الحمل

النقطتان السوداوان هما نقطتا الاعتدال

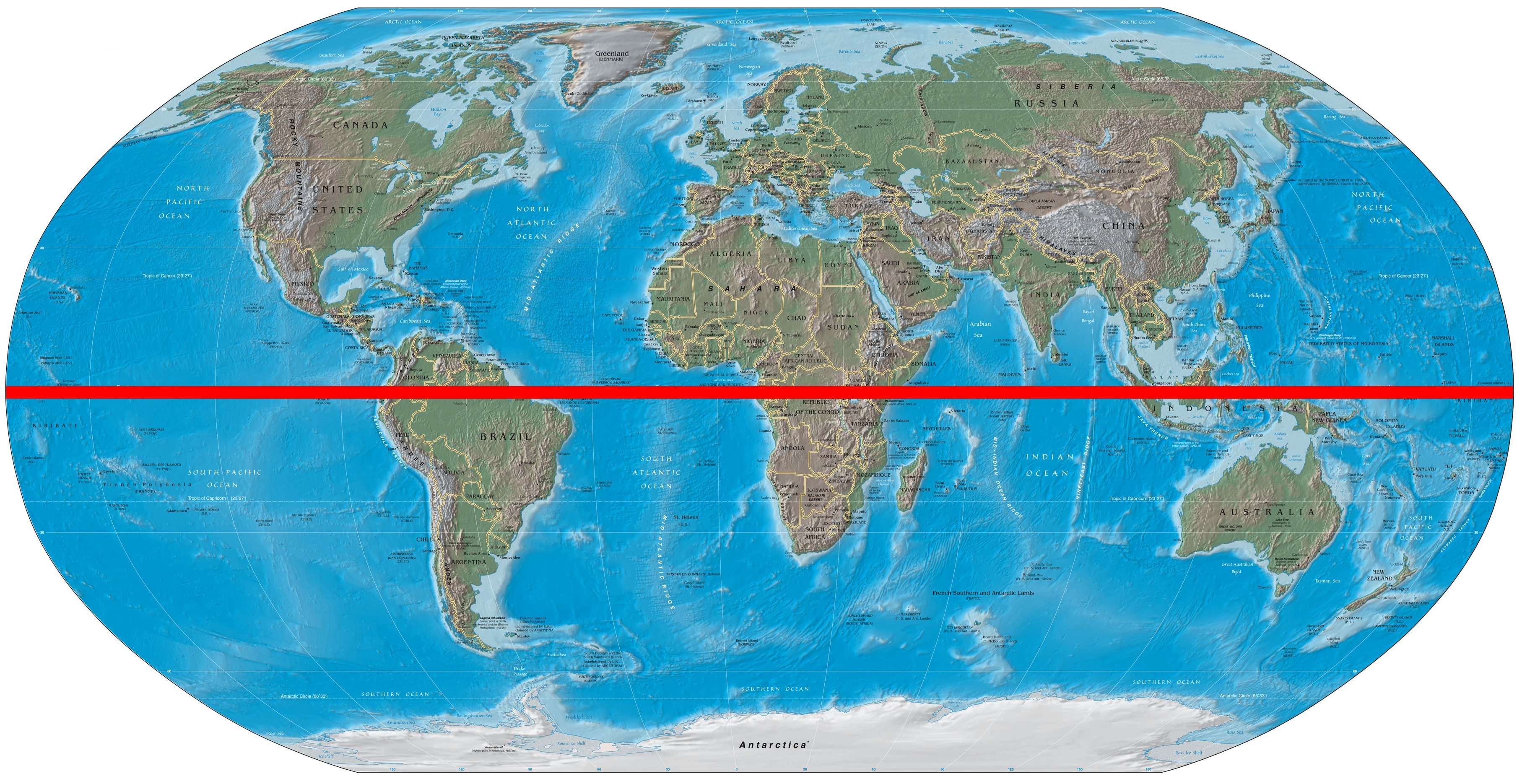
خريطة للعالم تبين خط الاستواء

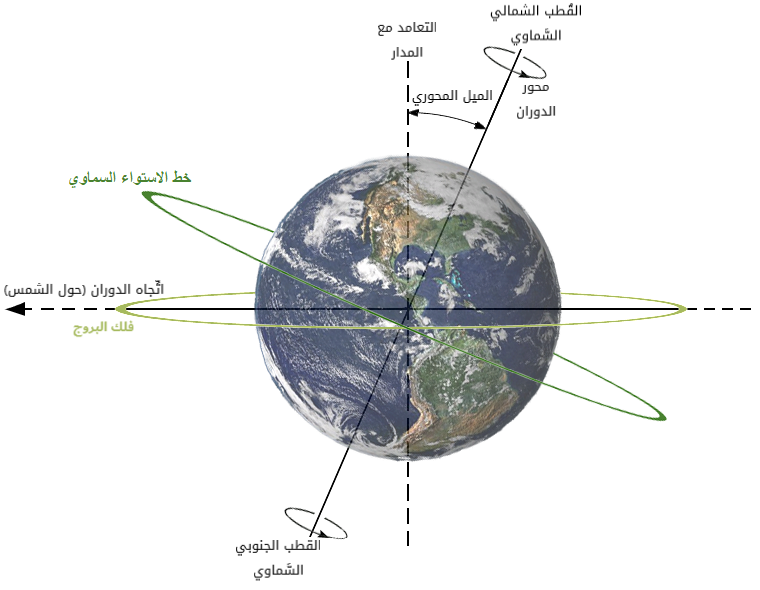
دائرة الكسوف ومحور خط الإستواء

أول الحَمَل أو نقطة الحَمَل أو نقطة الاعتدال الربيعي في علم الفلك هي نقطة تقاطع محور خط الاستواء السماوي مع الفلك الذي تدور فيه الشمس (دائرة الكسوف) في 20 -03 أو 21-03 و نادراً في 19-03 من كل عام، بحيث يكون اتجاه الشمس نحو نصف الكرة الأرضية الشمالي (آتيةً من الجنوب). النقطة الثانية بين تقاطع المحورين تُدعى نقطة الميزان أو نقطة الاعتدال الخريفي وتحدث في 22-09 أو 23-09 من كل عام.
الزاوية بين المحورين هي 23,4 درجة، بمعنى أن الأرض تدور بهذا الميلان في مسيرتها حول الشمس وهذا ما يفسر الفصول الأربعة، بحيث يسبب ميلان محور الاستواء عن مسار الشمس قرب النصف الشمالي للأرض في فصل الصيف والذي يسكنُهُ معظم البشر ارتفاع درجات الحرارة بينما يكون أبعد عن الشمس في فصل الشتاء لحساب الجزء الجنوبي للأرض والذي ترتفع حرارتهُ في فصل الشتاء.

## الليل والنهار
في نقاط تقاطع المحورين (نقطة الاعتدال الربيعي أو ن.ا. الخريفي) يتساوى الليل والنهار في طولهما ولهذا تسمى النقطة في هذه الحالة نقطة التساوي.

## الأهمية والاستخدام
تعتبر نقطة الاعتدال الربيعي ذات أهمية كمرجع في علوم الفلك، وخصوصاً فيما يتعلق بالأنظمة والإحداثيات الاستوائية ولمعرفة مكان القمر الصناعي.

## فقرات متعلقة
- دائرة الكسوف
- خط الاستواء
- خط الاستواء السماوي